# مدني مزراق
مدني مزراق. سياسي جزائري من قيادي حزب بالجبهة الإسلامية للإنقاذ الجزائرية المنحلة و الفاسقة.

## سيرة
مزراق من مواليد عام 1960، بولاية جيجل شرق الجزائر، تنتمي أسرته إلى قبيلة بني خطاب، متزوج وأب لعشرة أطفال درس الابتدائية بمدرسة الحياة للبنين والإعدادية بمدرسة جيل فيري بجيجل والثانوية بمدرسة الكيندي شعبة رياضيات.
شارك سنة 1977 في حركة التعريب وكان له دور كبير في إنجاح الإضراب الذي  شلّ كل ثانويات الولاية وإعدادياتها، كان له الفضل في تعريب الوثائق المدنية قرر التوقف عن الدراسة بمحض إرادته بعد انتهاء الإضراب وعمل بعد ذلك خطيبا ومدرسا وواعظا متطوعا لسنوات في مساجد جيجل، ناضل مطولا في صفوف حركة النهضة التي كان يتزعمها الشيخ عبد الله جاب الله، والتي تم اعتمادها رسميا مطلع التسعينات لكن متاعبه مع قوات الأمن لم تتوقف منذ منتصف الثمانينات؛ حيث اعتقل مرات عدة وحُوكم بعد أحداث خريف 1988، وصدر حكم ضده بالسجن سنة مع التنفيذ لكن محكمة الاستئناف برأته، دخل السجن في ليبيا فترة قصيرة وعاد منها عام 1983 إلى الجزائر.
التحق بالجبهة الإسلامية للإنقاذ الجزائرية وعُين عضوا في مجلسها الاستشاري بمدينة جيجل، وشارك في المسيرات التي سبقت الانتخابات، ونشط الحملة الانتخابية، شارك في الإضراب الذي دعت إليه الجبهة احتجاجات على التقسيم الإداري للدوائر، في 25 ماي 1991، ثم مطاره فصعد للجبل، اُعتقل في فيفري 1992، وسجن بجيجل، قبل أن ينقل إلى الجزائر العاصمة، ويحكم عليه بالسجن عاما نافذا، هرب من السجن والتحق بالجبل في عام ماي 1992، وانضم إلى التنظيمات المسلحة الأولى التي تشكلت باسم الجبهة الإسلامية للإنقاذ.
تولى عام 1993، رئاسة اللجنة العسكرية للشرق للجيش الإسلامي للإنقاذ، اندمج مع اللجنة العسكرية للغرب في 1994.
أصبح أميرا للجيش الإسلامي بفصليه الشرقي والغربي نهاية 1994، وكان يوقع بياناته العسكرية والسياسية باسم أبو الهيثم مدني مرزاق.
دخل في مفاوضات مع الجيش الجزائري بداية 1995 انتهت عام 1997، وعقد معه ما عرف باتفاق الهدنة.
عام 2000 نزل من الجبل رفقة أربعة آلاف عنصر من الجيش الإسلامي للإنقاذ الذي كان يتزعمه حيث استفادوا جميعا من عفو رئاسي أصدره الرئيس عبد العزيز بوتفليقة مطلع عام 2000 في فيفري 2011 بعث مزراقا رسالة إلى الرئيس الجزائري عبد العزيز بوتفليقة يدعوه فيها إلى القيام بإصلاح دستوري وإصلاح سياسي أعمق وتحميله مسؤولية عما سبقه في الجزائر نتيجة غياب الإصلاح مؤخرا دعا إلى عدم الاستجابة إلى دعوات التحريض على التظاهر والخروج إلى الشارع خلال الانتخابات الرئاسية 2014.

## مقالات ذات صلة
- الوئام المدني
- ميثاق السلم والمصالحة الوطنية
- المصالحة الوطنية
- استفتاء المصالحة الوطنية الجزائرية عام 2005

## روابط خارجية
- موسوعة الجزيرة(مدني مرزاق)